# Zenomia
Zenomia là một chi bướm đêm thuộc họ Erebidae, hiện tại nó được coi là đồng nghĩa của Idia.